# Pernis celebensis
El abejero de Célebes (Pernis celebensis) es una especie de ave accipitriforme de la familia Accipitridae. Habita en Indonesia.

## Subespecies
Se conocen dos subespecies:
- Pernis celebensis celebensis Wallace, 1868
- Pernis celebensis winkleri Gamauf & Preleuthner, 1998